# Auditoría contable

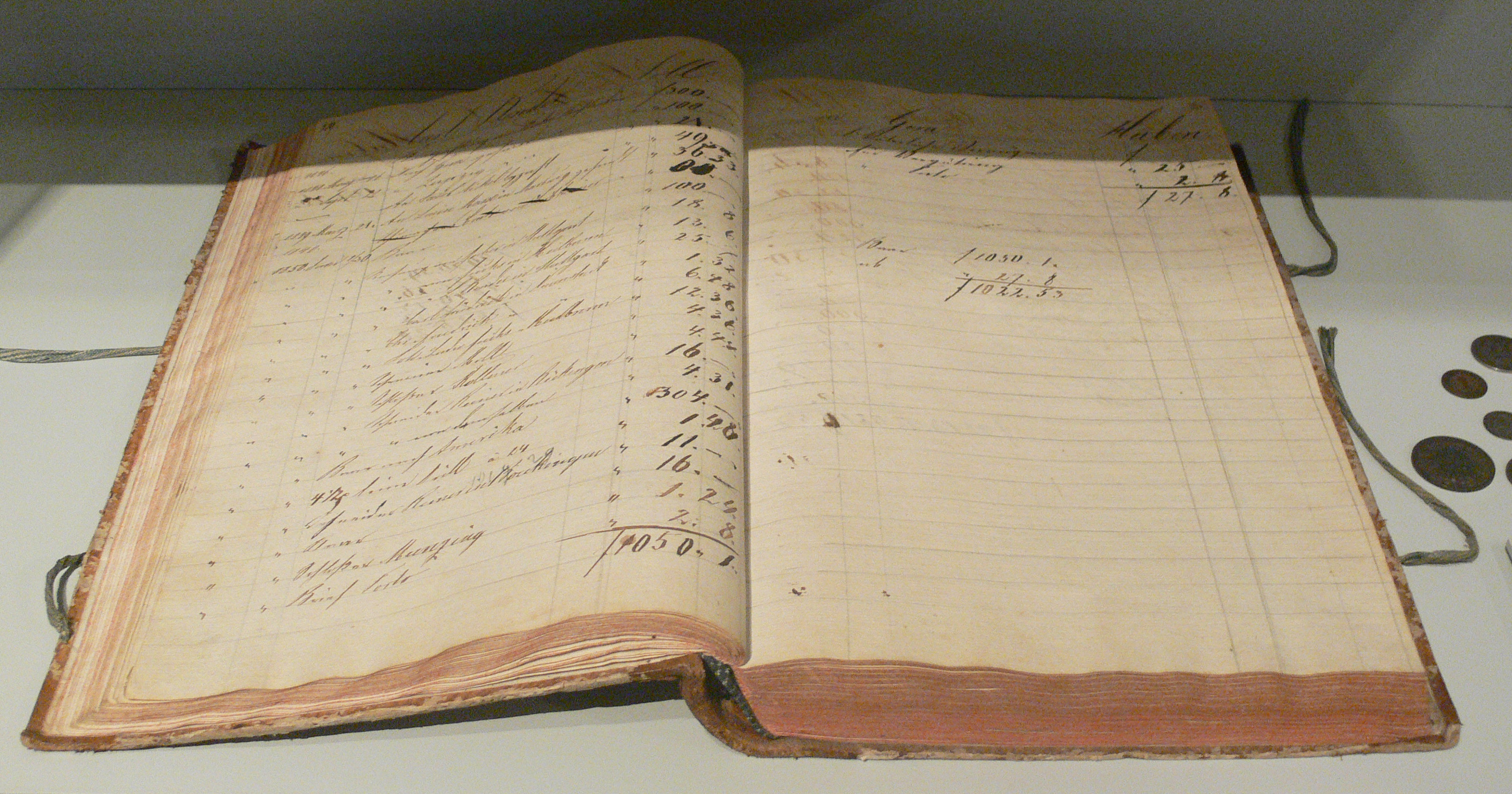
Libro contable. Hasta la informatización de los procesos contables por parte de los estados y empresas las auditorías se realizaban a la vista de los libros contables de papel.

La auditoría contable o auditoría financiera es el examen de la información contenida en los estados de cuentas por parte de un auditor interno o externo a una empresa, entidad o estado. Habitualmente las auditorías las realizan los propios servicios de auditoría de las empresas y los estados; extraordinariamente se realizan por empresas auditoras especializadas externas u organismo públicos supranacionales en el caso de los estados.

## Objetivo de la auditoría

### Auditorías a empresas públicas o privadas
El propósito de la auditoría es determinar si los estados de cuentas o registros de las empresas, entidades o estados cumplen las normas contables vigentes en cada país o región y por tanto si son fidedignos y no ocultan vicios que pudieran alterar el estado general de la empresa o entidad auditada -quiebras, déficits, falta de solvencia y liquidez, etc-. Generalmente en el caso de las empresas son ellas mismas las que solicitan los servicios de auditoría externa cuando van a realizar una operación que exigen fidelidad en los resultados contables y transparencia -salida a bolsa, fusiones, ampliación de capital, etc.-. Las empresas contratan los servicios de auditorías con empresas especializadas a pesar de que muchas, sobre todo las grandes empresas, cuentan con departamentos propios de auditoría interna.En España la normativa que regula las obligaciones de la auditoría contable en la empresa pública y privada son: el Código de Comercio, la Ley 22/2015, de 20 de julio, de Auditoría de Cuentas; el Real Decreto 2/2021 de 12 de enero que aprueba el Reglamento de desarrollo de la Ley 22/2015 de Auditoría de Cuentas y el Reglamento (UE) n°537/2014 del Parlamento Europeo y del Consejo, sobre los requisitos específicos para la auditoría legal de las entidades de interés público.

### Auditorías a estados y otras entidades públicas
En el caso de los estados o entidades gubernamentales -municipios, gobiernos locales o territoriales o estados- son, normalmente, las entidades supranacionales o territoriales las que exigen la auditoría para conceder transferencias, conceder préstamos, facilitar inversiones o cualquiera otra actividad económica. Así ha ocurrido en el ámbito de la Comunidad Económica Europea y la eurozona durante la Gran Recesión con los rescates bancarios a Grecia, Irlanda, Portugal y España. Otros organismos como el Fondo Monetario Internacional y el Banco Mundial exigen auditorías cuando realizan préstamos o renegocian la deuda externa.
Una vez realizados los procedimientos que el auditor considere oportunos, debe emitir una opinión sobre si los Estados Contables reflejan razonablemente la realidad patrimonial y financiera del ente auditado. En cada caso se emitirá una opinión favorable o desfavorable por parte del auditor. La contratación de servicios de auditoría por parte de las empresas privadas o públicas desvirtúa en parte su objetividad ya que es muy difícil que se contrate una auditoría externa que sea capaz de emitir una opinión desfavorable hacia la empresa que la contrata y paga. De hecho, en ocasiones, las empresas auditoras son corresponsables de la situación de las empresas ya que caloboran en los planes estratégicos y en ocasiones ayudan a camuflar situaciones negativas de las empresas o entidades.

## Entidades auditoras

Sello del Government Accountability Office de los Estados Unidos, organismo de auditoría, evaluación e investigación del Congreso de los Estados Unidos encargado del control de las cuentas públicas y federales de los Estados Unidos.

### Organismos auditores públicos - Tribunales de cuentas y Contralorías
El Tribunal de Cuentas o Corte de Cuentas es un tipo de entidad fiscalizadora superior, estructurada como un órgano colegiado, responsable de fiscalizar y juzgar la regularidad de las cuentas y gestión financiera públicas. Su equivalente en muchos países Latinoamérica es la Contraloría General de la República. 
Tribunales de cuentas por país
- Corte de Cuentas de la República de El Salvador.
- Tribunales de Cuentas de Guatemala.
- Tribunal de Cuentas de España.
- Tribunal de Cuentas de Uruguay.
- Government Accountability Office - GAO), de Estados Unidos.[8]
- National Audit Office, del Reino Unido.
- Australian National Audit Office, de Australia.[9]
- Tribunal de Cuentas de Bélgica.

Contralorías Generales
- Contraloría General de la República de Bolivia.
- Contraloría General de la República de Chile.
- Contraloría General de la República de Colombia.
- Contraloría General de la República de Costa Rica.
- Contraloría General de la República del Ecuador.
- Contraloría General de Cuentas de la República de Guatemala.
- Contraloría General de la República del Paraguay.
- Contraloría General de la República del Perú.
- Contraloría General de la República de República Dominicana.
- Contraloría General de la República de Venezuela.

Tribunales de cuentas internacionales
- Tribunal de Cuentas Europeo, control de cuentas de la Unión Europea.

### Empresas privadas de auditoría
Hacia finales del siglo XX existían ocho grandes empresas en el mundo dedicadas al negocio de la auditoría, conocidas como las Big eight (en inglés, las "ocho grandes").
Las grandes ocho empresas se fueron fusionando entre ellas hasta formar las denominadas Big five (las "cinco grandes"). A partir de la desaparición de  (Arthur Andersen) en el 2002. De aquel grupo las cuatro sobrevivientes son conocidas como las "Big Four": Deloitte, PricewaterhouseCoopers, Ernst & Young y KPMG. A ellas se han sumado otras empresas privadas de auditoría relevantes:
| Firma                    | Ventas (*)        | Empleados | Año  |
| ------------------------ | ----------------- | --------- | ---- |
| Deloitte Touche Tohmatsu | 32.900 millones € | 244.400   | 2014 |
| PricewaterhouseCoopers   | 33.100 millones € | 223.468   | 2014 |
| EY                       | 26.700 millones € | 230.800   | 2014 |
| KPMG                     | 22.800 millones € | 173.965   | 2014 |
| Marsh & Mclenann         | 12.200 millones € | 57.000    | 2014 |
| Black Rock               | 10.600 millones € | 12.000    | 2014 |
| Oliver Whyman            | 1.700 millones €  | 4.000     | 2014 |
| Lazard                   | 2.200 millones €  | 2.610     | 2014 |

## Normas y técnicas de auditorías
Normalmente las normas aplicables para la confección de los estados financieros son las del país donde está registrada la empresa emisora. No obstante, en ciertas ocasiones los estados financieros son confeccionados según las normas NIIF (Normas Internacionales de Información Financiera) (IFRS, por su sigla en inglés). Además, existen normas de auditoría NAGA (Normas de Auditoría Generalmente Aceptadas), que a nivel internacional se corresponden con las Normas Internacionales de Auditoría (ISA, por su sigla en inglés).
Las técnicas de auditoría son los métodos prácticos de investigación y prueba, que el contador público utiliza para comprobar la razonabilidad de la información financiera que permitirá emitir opinión profesional; estas técnicas son las siguientes:
- Estudio general.-apreciación sobre la fisonomía o características generales de la empresa, de sus estados financieros y de los rubros y partidas importantes, significativas o extraordinarias. Esta apreciación se hace aplicando el juicio profesional del contador público, quien basado en su preparación y experiencia podrá obtener de los datos e información de la empresa que va a examinar, situaciones importantes o extraordinarias que pudieran requerir atención especial.

En forma semejante, el auditor podrá observar la existencia de operaciones extraordinarias mediante la comparación de los saldos de resultados del ejercicio anterior y del actual. Además, sirve de orientación para la aplicación de otras técnicas, por lo que deberá de aplicarse antes que otra. 
- Análisis.- Clasificación y agrupación de los distintos elementos individuales que forman una cuenta o una partida determinada, de tal manera, que los grupos constituyen unidades homogéneas y significativas. El análisis generalmente se aplica a cuentas o rubros de los estados financieros para conocer como se encuentran integrados:
  - Análisis de saldos. Existen cuentas en las que los distintos movimientos que se registran en ellas son compensaciones unos con otros; por ejemplo, en una cuenta de clientes, los abonos por pagos, devoluciones, bonificaciones, son compensaciones totales o parciales de los cargos por ventas. En este caso, el saldo de la cuenta está formado por un neto que representa la diferencia entre las distintas partidas que se registraron en la cuenta, en donde se pueden analizar solamente aquellas partidas que forman parte del saldo de la cuenta. El detalle de estas partidas residuales y su clasificación en grupos homogéneos y significativos, es lo que constituye el análisis de saldo.
  - Análisis de movimientos. En otras ocasiones, los saldos de las cuentas se forman no por compensación de partidas, sino por acumulación de ellas; por ejemplo, en las cuentas de resultados y en algunas cuentas de movimientos compensados, puede suceder que no sea factible relacionar los movimientos acreedores contra los movimientos deudores; o bien, por razones particulares no convenga hacerlo. En este caso, el análisis de la cuenta debe hacerse por agrupación, conforme a conceptos homogéneos y significativos de los distintos movimientos deudores y acreedores que constituyen el saldo de la cuenta.
  - Inspección. Examen físico de los bienes materiales o de los documentos, con el objeto de cerciorarse de la existencia de un archivo o de una operación registrada o presentada en los estados financieros. En diversas ocasiones, en especial por lo que hace a los saldos de activo, los datos de la contabilidad  están representados por bienes materiales, títulos de crédito u otra clase de documentos que constituyen la materialización del dato registrado en la contabilidad. En igual forma, algunos de las operaciones de la empresa o sus condiciones de trabajo pueden estar amparadas por títulos, documentos o libros especiales, en los cuales, de una manera fehaciente quede la constancia de la operación realizada. En todos estos casos, pueden comprobarse la autenticidad del saldo de la cuenta, de la operación realizada o de la circunstancia que se trata de comprobar, mediante el examen físico de los bienes o documentos que amparan el activo o la operación.
  - Confirmación. Obtención de una comunicación escrita de una persona independiente de la empresa examinada, y que se encuentre en posibilidad de conocer la naturaleza y condiciones de la operación y, por lo tanto, confirmar de una manera válida.

Esta técnica, se aplica solicitando a la empresa auditada que se dirija a la persona a quien se pide la confirmación, para que conteste por escrito al auditor, dándole la información que se solicita y que puede ser aplicada de diferentes formas:
- -     - Positiva.- Se envían datos y se pide que conteste, tanto si están conformes como si no lo están. Se utiliza este tipo de confirmación, preferentemente para el activo.
    - Negativa.- Se envía datos y se pide contestación, solo si están inconformes. Generalmente se utiliza para confirmar activos.
    - Indirecta, ciega o en blanco. No se envían datos y solo se solicita información de saldos, movimientos o cualquier otro dato necesario para la auditoría. Generalmente se utiliza para confirmar pasivos o a instituciones de crédito.
- Investigación.- obtención de información, datos y comentarios de los funcionarios y empleados de la propia empresa. Con esta técnica, el auditor puede obtener conocimiento y formarse un juicio sobre algunos saldos u operaciones realizadas por la empresa.
- Declaración.- Manifestación por escrito, con la firma de los interesados, del resultado de las investigaciones realizadas con los funcionarios y empleados de la empresa.

esta técnica, se aplica cuando la importancia de los datos o el resultado de las investigaciones realizadas lo ameritan. 
- Certificación.- Obtención de un documento en el que se asegure la verdad de un hecho legalizado, por lo general, con la firma de una autoridad.
- Observación.- El auditor se cerciora en presencia física, de la forma en como se realizaron ciertas operaciones, dándose cuenta ocularmente de la forma como el personal de la empresa lo realiza.
- Cálculo.- Verificación matemática de alguna partida. Hay partidas en la contabilidad que son resultado de cómputos realizados, sobre bases determinadas. El auditor puede cerciorarse de la corrección matemática de estas partidas mediante el cálculo independiente de las mismas. En la aplicación de la técnica del cálculo, es conveniente seguir un procedimiento diferente al empleado originalmente en la determinación de las partidas.

### Auditoría de compra o "Due Diligence"
En el caso de Fusiones y Adquisiciones de empresas, la parte compradora necesita conocer al detalle el estado de situación de la empresa a adquirir. La función básica de la auditoría de compra o "due diligence", es valorar los activos y deudas de la compañía objetivo, investigando los aspectos significativos de su pasado, presente y futuro predecible.
El due diligence permite evaluar a la empresa en marcha, valorar sus activos y pasivos, conocer sus aspectos legales como contratos y estatutos, cumplimiento de la legislación vigente, marcas registradas, activos intangibles, determinar los riesgos contingentes del negocio, juicios actuales y potenciales y determinar la existencia de pasivos ocultos, reales o potenciales. También evaluar activos intangibles como el capital humano, el conocimiento, la cultura de las empresas, capacidad de liderazgo, etc. Producto de la realización del trabajo, se realiza un informe con comentarios y observaciones que servirá como base para la negociación del acuerdo final en temas como potenciales riesgos contingentes, cláusulas de garantías, etc.
El estado de flujos de efectivo. Se trata de un estado que informa sobre la utilización de los activos monetarios representativos de efectivo y otros activos líquidos equivalentes clasificando los movimientos por actividades e indicando la variación de dicha magnitud en el ejercicio

### Otros tipos de auditoría
Cuando se generalizó el uso de las nuevas tecnologías, surgió también la necesidad de realizar auditorías sobre los sistemas de información. En este sentido se podría decir que la auditoría informática  comprende el conjunto de actividades encaminadas a la validación y verificación de los sistemas, procesos y resultados en los que se utilicen tecnologías automatizadas, ya sea en cumplimiento de la legislación, como garantía de la integridad y correctitud de la información aportada por un sistema o por alineamiento con determinados estándares relacionados con el buen uso (best practices) de los sistemas.

### Auditoría Fiscal
Se encarga de la revisión y verificación del pago de impuestos de los contribuyentes de un país.

Es de suma importancia, ya que hace posible el ingreso de dinero al Estado de un país para que pueda cumplir con sus funciones y obligaciones.

#### Proceso de la auditoría fiscal
Existen dos tipos de auditores fiscales: los del Estado, o públicos, y los particulares.
Las acciones básicas de los auditores públicos son:
1. Buscar a todos los que estén obligados a registrarse como contribuyentes, para así ampliar el universo de quienes aportan al gasto público.
2. Identificar que contribuyentes presentan, y que otros no, las declaraciones de impuestos en tiempo y forma, según lo disponga la ley.
3. Vigilar que aquellos contribuyentes que cumplan con la presentación de su declaración incluya información fidedigna, de esa manera se evita la evasión de impuestos mediante datos no apegados a la realidad.
4. Recuperación o cobro a los contribuyente que declararon fielmente pero que no han saldado su adeudo.[13]

El proceso de una auditoría particular consiste en revisar la información que facilita el contador de la empresa, identificar los problemas y diseñar una solución que realizará el contador, volver a revisar las fallas detectadas y, finalmente, emitir un dictamen fiscal con el resultado.

#### Antecedentes de la auditoría fiscal
En su forma más primitiva, la auditoría fiscal surge cuando una sociedad o pueblo domina a otro, imponiendo el pago de un tributo. El pueblo dominante requiere que dichos tributos sean pagados en tiempo y forma y designa un organismo que se encargue de vigilar esto. Es así como surge lo que hoy conocemos como auditoría fiscal.
En América, la entrada de la mayoría de los países a la contabilidad y la auditoría moderna ocurrió a finales de la década de 1930, cuando los contadores públicos de Estados Unidos se asociaron con contadores de México y otros países latinoamericanos para auditar a las empresas trasnacionales. Se adoptaron los principios del Instituto Americano de Contadores Públicos Certificados y con el tiempo desarrollaron una técnica contable propia.
En México se creó el Instituto Mexicano de Contadores Públicos, entre 1956 y 1976.

#### Percepción
Generalmente la auditoría fiscal implica una molestia para el contribuyente, independientemente de si realizó bien el pago de sus impuestos o no, debido a que quita tiempo y requiere una gran cantidad de trámites, sin embargo, se debe tener
en cuenta la importancia de dicha actividad para cualquier sociedad.